# 新埔 (新竹縣大字)
新埔，是臺灣新竹縣新埔鎮的一個傳統地域名稱，也是鎮內行政與經濟中心所在地，位於該鎮中部。相較於今日行政區，其範圍大致包括田新里北部中段、新民里東南大半部、新生里、新埔里西南部。

## 歷史
台灣清治末期至日治初期，新埔地區為一街庄，稱為「新埔街」，隸屬於竹北二堡。該街西及北與樟樹林庄為鄰，東與四座屋庄為鄰，南邊為田新庄。
1901年（日治明治三十四年）11月，全台廢縣廳改設二十廳，該街隸屬於新竹廳。1909年（明治四十二年）10月，合併二十廳為十二廳，該街隸屬不變。1920年（大正九年），廢十二廳改設五州二廳，該街改制為「新埔」大字，隸屬於新竹州中壢郡新埔庄。1941年，新埔庄升格為新埔街。
戰後新埔街改制為新埔鎮，隸屬於新竹縣，大字亦改制為里。1950年桃、竹、苗分治，新埔鎮隸屬不變。由於人口增加，本地區已拆分為多個里。

## 交通
縣道118號是舊港至羅浮的道路，也是鳳山溪流域的主要連絡道路，大致以橫向經過新埔地區中部偏南地帶，向西可前往竹北、南寮並止於縣道122號路口，向東轉東南東可前往關西、馬武督、羅浮並止於省道台7線路口。
鄉道竹13線是羊喜窩尾至新埔的道路，其南側端點位於本地區中部偏西的縣道118號路口。由此向北轉北北東可前往下樟樹林、羊喜窩尾並止於鄉道竹12線路口。

## 學校
- 新埔國中（小部分）
- 新星國小

## 廟宇
- 新埔文昌祠（文昌祠）
- 新埔與天宮（媽祖廟）
- 新埔廣和宮（三山國王廟）
- 新埔萬善祠
  - 二十七公墓（埋葬乙未戰爭時在當地被劫殺的二十七員粵勇）